# Jumpstyle
Jumpstyle je izraz, ki lahko predstavlja tako zvrst glasbe kot tudi za ples. Z njim se ukvarja predvsem največ ljudi iz evrope, še posebno iz Nizozemske,Belgije in severne Francije. 

## Zgodovina
Jumpstyle se je razvil v letu 1997 v Belgiji in na Nizozemskem.Sam ples se je razvijal predvsem iz plesa hakken, ki se pleše na Gabber glasbo.

## Ples
Jumpstyle ima več načinov plesanja:
- Oldskool jump - Je bila postavljena le na en gib 'skieën', pozneje je prišlo zatem več gibov in kombinacij,od brcanja naprej in nazaj nog,ki je tudi kasneje bil vključen vrtljaj.
- tekstyle/starstyle - Skakalec pleše na Hardstyle. Tu je skok bolj stranski kot pri drugih.
- Hardjump - To je najtežja varianta Jumpstyla. Začetna osnova je malce drugačna kot pri drugih in »skakač« mora z nogo trdno udarjati v tla.
- Freestyle - S tem načinov »skakač« lahko počne katerikoli stil, nikjer ni pravil za skakanje in po navadi vključuje mix Oldskool Jump & Hardjump & tekstyle.
- Duojump - Je stil pri katerem skačeta dva ali več »skakačev« naenkrat. Po navadi ljudje ki skačejo Duojump vadijo preden zaplešejo.